# Aída (serie de televisión de Chile)
Aída es una serie de televisión chilena de comedia emitida por Televisión Nacional de Chile y protagonizada por Mariana Loyola en 2008. Es una adaptación de la serie española Aída y gira en torno a la vida de Aída, una mujer chilena, madre soltera de dos hijos y su complicada situación cuando hereda la casa de su padre. Cuenta con un total de 13 capítulos.
La campaña publicitaria comenzó el 4 de septiembre de 2008, las grabaciones del 2 de mayo del 2008 y su fecha de estreno fue el 26 de septiembre de 2008, a las 22:45, después del programa Mea Culpa. En últimas decisiones se llegó a la conclusión de que este programa debería ir los lunes a las 22:00 horas.

## Personajes
- Aída (Mariana Loyola): Es la protagonista de la historia, tiene tres hijos, es madre soltera y trabaja limpiando baños. Ella solo quiere hacer cumplir sus sueños y sacar a adelante a su familia. Basado en el personaje de Aída García García.
- José Alfredo (Felipe Ríos): Es el hermano de Aída e hijo de Fresia. Es "fresco" (aprovechador) y siempre trata de conquistar a Paz. Basado en el personaje de Luis Mariano García García (El Luisma).
- Fresia (Gabriela Hernández): Es la madre de Aída y José Alfredo. No se lleva bien con su hija y es muy poco afectiva con sus nietos. Basado en el personaje de Eugenia García.
- Paz (Alejandra Fosalba): Es la mejor amiga de Aída. Es prostituta y debe soportar los acosos de José Alfredo. Basado en el personaje de Paz Bermejo.
- Chuma (Sebastián Layseca): Es el amigo de Aída. Es su vecino y tiene un puesto de mercadería. Basado en el personaje de José María Martínez (El Chema).
- Gilberto (Mario Poblete): Es el dueño del bar del barrio de Aída. Basado en el personaje de Mauricio Colmenero.
- Lorena (Monserrat Prats): Es la hija mayor de Aída. Es bastante osada y tiene gran cantidad de pretendientes. Basado en el personaje Lorena García.
- Jonathan (Nicolás Carreño): Es el hijo menor de Aída. Es muy revoltoso y se mete en bastantes problemas. Su abuela confunde constantemente su nombre. Basado en el personaje Jonathan García.
- Felipe (José Tomás González): Es el hijo de Chuma. Establece una relación amistosa con Jonathan. Basado en el personaje Fidel Martínez.

## Elenco
- Mariana Loyola como Aída.
- Felipe Ríos como José Alfredo.
- Gabriela Hernández como Fresia.
- Alejandra Fosalba como Paz.
- Sebastián Layseca como Chema.
- Mario Poblete como Gilberto.
- Monserrat Prats como Lorena.
- Nicolás Carreño como Jonathan.
- José Tomás González como Felipe.

- Francisco Melo
- Álvaro Espinoza
- Katyna Huberman como Déborah.
- Claudio Arredondo
- Juan José Gurruchaga como Profesor de Aída.
- Andrea Velasco como Teresa.
- Pablo Striano
- Andrés Reyes

## Producción
El gerente de programación y director de ficción externa de TVN Vicente Sabatini, le había ofrecido a Delfina Guzmán el personaje de Fresia. Sin embargo, por motivos personales la actriz declinó.